# Deinonychosaurider
Deinonychosauria (”Ödlor med förskräckliga klor”), klad med fågelliknande dinosaurier inom underordningen Theropoda. Deinonychosaurierna delas in i 2 familjer, Dromaeosauridae och Troodontidae, och är kända från fossil i Europa, Asien, Nordamerika och Sydamerika. De tros ha levt under de geologiska perioderna Jura och Krita för cirka 180 – 65 miljoner år sedan. De flesta fossilen efter Deinonychosaurier har hittats i lager daterade till kritaperioden, trots att ett fåtal fynd dateras till yngre juraperioden. Fossila tänder funna i lager daterade till juraperioden har också tillförts till Dromaeosauridae.

## Definition
Deinonychosauria definieras som den minst omfattande klad som inkluderar både Troodon och Velociraptor men som exkluderar Ornithomimus och gråsparven (Passer domesticus). Definitionen är i grunden således nodbaserad men "stamartad" så tillvida att Ornithomimosauria och fåglarna aktivt exkluderas. Även rent nod- respektive stambaserade definitioner har förekommit. Den aktuella definitionen innebär i praktiken att Deinonychosauria endast och bara endast omfattar familjerna Troodontidae (genom Troodon) och Dromaeosauridae (genom Velociraptor).

## Beskrivning

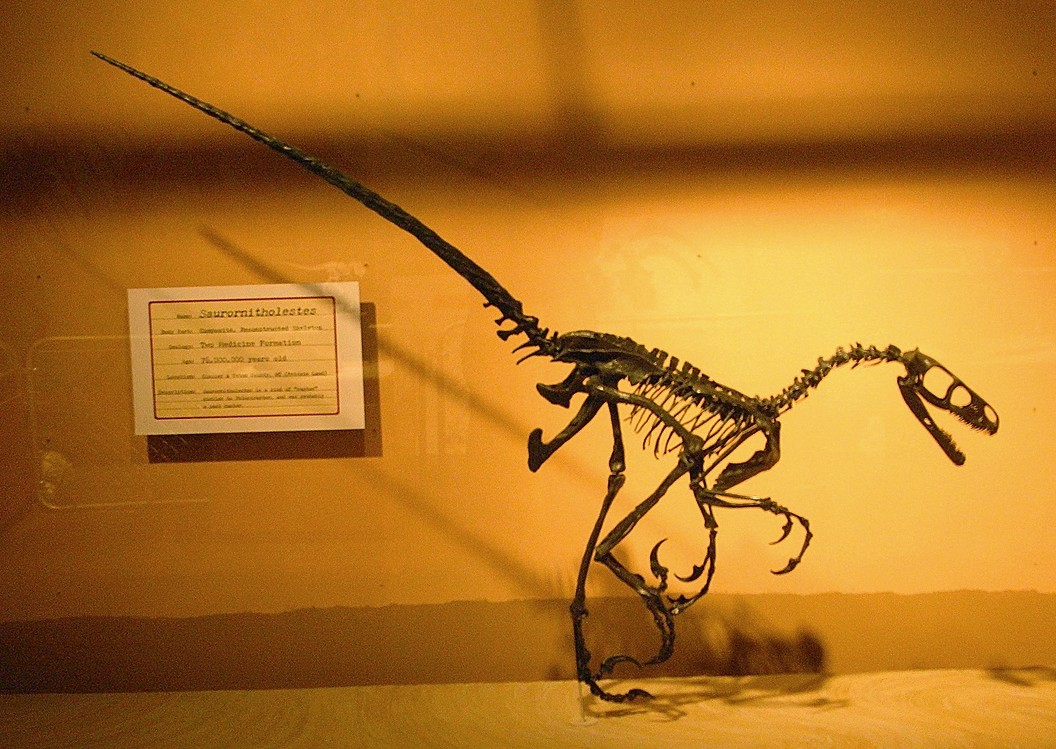
Skelett av Saurornitholestes, Museum of the Rockies.

Deinonychosaurierna var mycket karaktäristiska i utformningen. De hade gracilt byggda skelett med ihåliga ben, och det är troligt att de var snabba, smidiga djur. De hade också relativt stora hjärnor i proportion till kroppen, jämfört med andra dinosaurier. Syn, hörsel och luktsinne förefaller ha varit välutvecklade. Liksom andra theropoder gick Deinonychosaurier uteslutande på bakbenen, och balanserade kroppen med sina långa, smala svansar. Frambenen var mycket välutvecklade och försedda med långa fingrar och klor. De hade bakben med längre skenben (Tibia) än lårben (Femur), vilket tyder på att de kan ha varit snabba löpare. Den andra tån på vardera foten hade en klo som ofta var längre och mer krökt än de andra. Denna tå kunde vikas upp så att den inte rörde marken, kanske för att undvika slitning.
Många forskare tror att deinonychosaurierna var täckta med fjädrar. Det finns flera fossil från Kina och Mongoliet som stöder detta, och antyder att de hade konturfjädrar liknande dem hos fåglar, och kanske också mer dunliknande fjädrar. Några släkten hade riktiga vingar, både på frambenen och bakbenen, och långa fjädrar på svansen.

### Släktskap med fåglar
Majoriteten med forskare tror att dagens fåglar är ättlingar till en okänd grupp köttätande dinosaurier, och delar en gemensam förfader med deinonychosaurierna. Detta stöds främst genom morfologiska likheter i skelettet mellan de båda grupperna, och att Deinonychosaurierna verkar ha varit befjädrade. Några släkten inom Deinonychosauria (Jinfengopteryx och Rahonavis) har vid olika tillfällen klassificerats både som dinosaurier, eller som fåglar nära besläktade med Archaeopteryx.
En minoritet av forskare har inte delat denna uppfattning, och anser istället att Deinonychosaurier och liknande djur (Oviraptorosauria, Scansoriopterygidae, Therizinosauroidea m.fl.) representerar grupper med fåglar som förlorat flygförmågan, och att fåglar inte alls härstammar från dinosaurier.
- Klad Deinonychosauria
  - Familj Dromaeosauridae
    - Achillobator
    - Atrociraptor
    - Bambiraptor
    - Buitreraptor
    - Cryptovolans
    - Deinonychus
    - Dromaeosaurus
    - Mahakala omnogovae
    - Microraptor
    - Pyroraptor
    - Rahonavis
    - Saurornitholestes
    - Utahraptor
    - Velociraptor

- Familj Troodontidae
  - Anchiornis
  -  ?Archaeornithoides
  - Borogovia
  - Byronosaurus
  - Jinfengopteryx
  -  ?Koparion
  - Mei
  - Saurornithoides
  - Sinornithoides
  - Sinusonasus
  - Sinovenator
  - Tochisaurus
  - Troodon
  - Urbacodon
  - Xixiasaurus
  - Zanabazar
  - SPS 100/44
  - WDC DML 001 ("Lori")